# Beki (Regionalgeld)
Beki ist eine im luxemburgischen Kanton Redingen gültige Regionalwährung. Sie wurde am 2. Januar 2013 offiziell eingeführt.

## Aussehen
Es gibt 1, 2, 5, 10, 20 und 50 Beki Scheine. Auf der Vorderseite befindet sich jeweils ein eigens für jeden Schein von der luxemburgischen Künstlerin Patricia Lippert entworfenes Bild. Auf der Rückseite sind Werbeanzeigen der teilnehmenden Betriebe aufgedruckt.

## Allgemeine Informationen

### Wechselkurs
Ein Beki hat einen Gegenwert von einem Euro.

### Gültigkeit
Der Beki ist kein gesetzliches Zahlungsmittel. Er wird von der Organisation „De Kär a.s.b.l.“ verwaltet. Betriebe können eine Mitgliedschaft beantragen und ihre Filialen mit einem entsprechenden Aufkleber kennzeichnen. Der Beki wird in diesen Betrieben parallel zum Euro benutzt. Er gleicht also einem Gutscheinsystem. Um den Beki attraktiv zu machen, bekommt man für 100 Euro, welche man in Beki umtauscht, 3 Beki zusätzlich. Bei einem Rücktausch in Euro gehen 5 % des Wertes verloren, wovon 40 % zum Erhalt und zur Finanzierung des Beki-Projektes genutzt werden und 60 % gespendet werden. Dieses System soll bewirken, dass das Kapital, welches in Form von Beki im Umlauf ist möglichst lange in der Region bleibt, und somit die Wirtschaft der Region gestärkt wird. Laut Angaben der offiziellen Website wird ein Beki im Schnitt 6 Mal weitergegeben, bevor er wieder in Euro umgetauscht wird.

### Etymologie
„Beki“ leitet sich vom Namen der Gemeinde Beckerich ab, welche zum Kanton Redingen gehört.